# Hrabstwo Claiborne (Tennessee)
Hrabstwo Claiborne (ang. Claiborne County) – hrabstwo w stanie Tennessee w Stanach Zjednoczonych. Obszar całkowity hrabstwa obejmuje powierzchnię 441,55 mil² (1143,61 km²). Według szacunków United States Census Bureau w roku 2009 miało 31 243 mieszkańców.
Hrabstwo powstało w 1801 roku. 
Hrabstwo należy do nielicznych hrabstw w Stanach Zjednoczonych należących do tzw. dry county, czyli hrabstw gdzie decyzją lokalnych władz obowiązuje całkowita prohibicja.

## Miasta

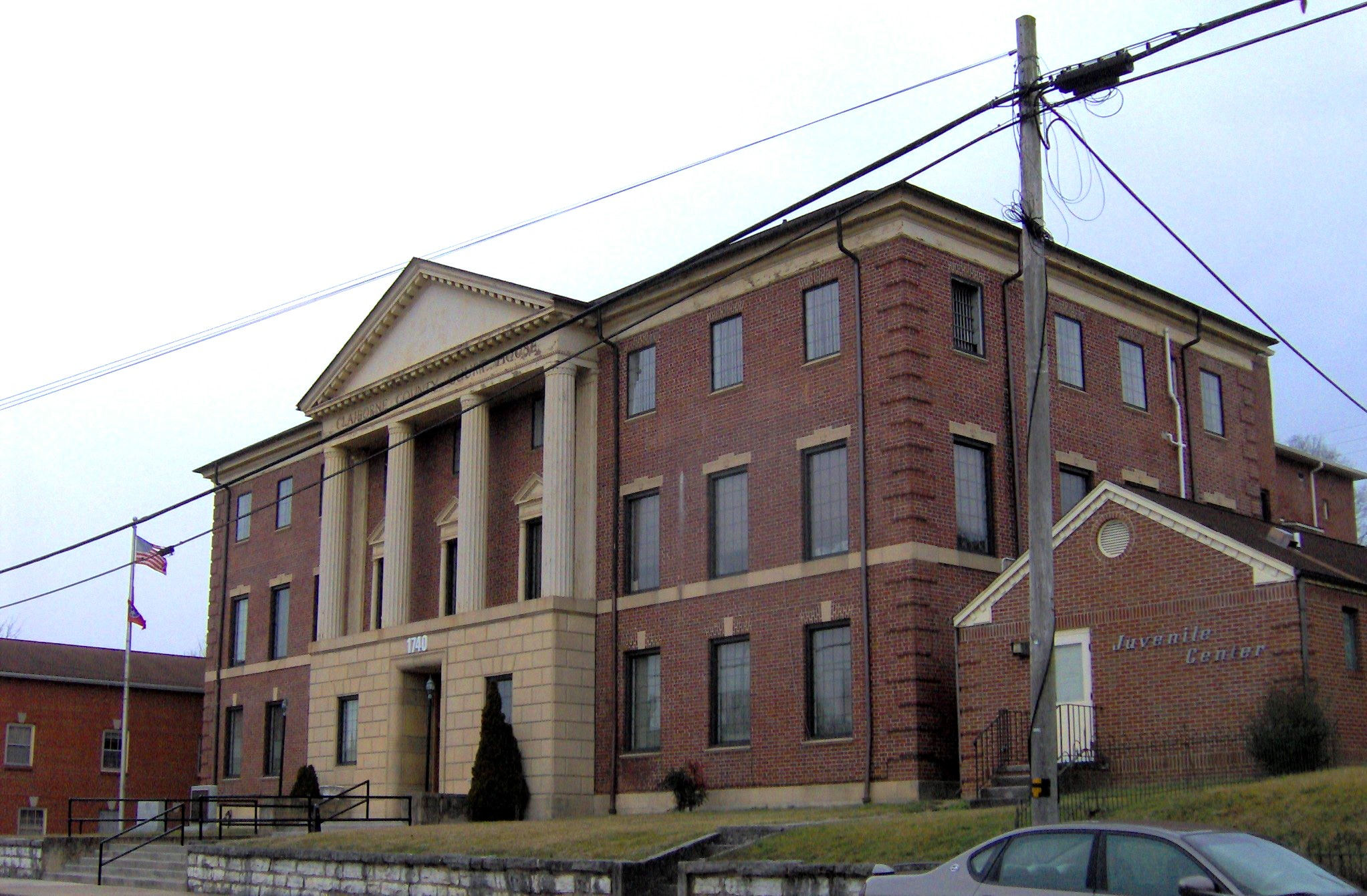
Budynek administracji hrabstwa (courthouse) w Tazewell

- Cumberland Gap
- Harrogate
- New Tazewell
- Tazewell[6]